# نقیب‌الاشراف

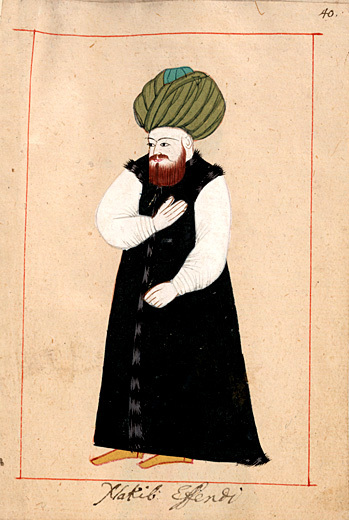
نگاره‌ای از نقیب‌الاشراف، اکرم افندی.

نقیب‌الاشراف، در دوره‌های مختلف حکومت مسلمین یک مقام حکومتی بود که به نماینده یا سرپرست فرزندان پیامبر مسلمین، محمد داده می‌شد. فرزندان محمد در ایران سادات و در بقیه کشورهای اسلامی اشراف شناخته می‌شدند. این مقام‌های دولتی و تشکیلات آنها به‌طور سنتی با عنوان دیوان نقابت شناخته می‌شوند.